# لاين روبرتسون
لاين روبرتسون (9 نوفمبر 1982 - ) (بالإنجليزية: Iain Robertson)‏ هو لاعب كريكت نيوزلندي.